# ダヴィッド・ディ・ドナテッロ賞
ダヴィッド・ディ・ドナテッロ賞（イタリア語: David di Donatello）は、イタリア映画アカデミー（L'Accademia del Cinema Italiano）が毎年主催する、イタリア映画における最高の名誉とされる賞である。受賞者にはドナテッロ作のダヴィデ像のレプリカが贈呈される。

## 沿革
1950年代半ばにローマで創設されたシネフィルのサークルであるオープン・ゲート・クラブ（Open Gate Club）および国際映画クラブ（Club Internazionale del Cinema）に由来する。設立当初のシンボルはダヴィッド像ではなく、開いた門を象ったものであった。
ダヴィッド・ディ・ドナテッロ賞としての授賞式は1956年から行われており、2006年には創設50周年を記念して8名に特別賞が授与された。

## 部門

### 現在の部門
- 作品賞（1970年-）
- 監督賞（1956年-）
- 新人監督賞（1982年-）
- オリジナル脚本賞（2017年-）
- 脚色賞（2017年-）
- プロデューサー賞（1956年-）
- 主演男優賞（1956年-）
- 主演女優賞（1956年-）
- 助演男優賞（1981年-）
- 助演女優賞（1981年-）
- 撮影賞（2015年-）
- 作曲賞（1975年-）
- オリジナル歌曲賞（1986年、1989 - 1990年、2005年-）
- 美術賞（1981年-）
- 衣装賞（1981年-）
- メイクアップ賞（2008年-）
- ヘアスタイリスト賞（2008年-）
- 編集賞（1981年-）
- 音響賞（2017年-）
- 特殊視覚効果賞（2004年-）
- ドキュメンタリー賞（2004年-）
- 短編映画賞（1997年-）
- ヤング・ダヴィッド賞（2004年-）
- 外国映画賞（1959年-）
- ダヴィッド特別賞
- 生涯貢献賞
- 観客賞（2019年-）

### 廃止された部門
- EU映画賞（2004年 - 2018年）
- 録音賞（1988年 - 2016年）
- 脚本賞（1975年 - 2016年）
- 撮影監督賞（1981年 - 2014年）
- 外国人監督賞（1966年 - 1990年）
- 外国人プロデューサー賞（1956年 - 1990年）
- 外国人男優賞（1957年 - 1996年）
- 外国人女優賞（1957年 - 1996年）
- 外国脚本賞（1979年 - 1980年）
- 外国サウンドトラック賞（1979年 - 1980年）
- 新人男優賞（1982年 - 1983年）
- 新人女優賞（1982年 - 1983年）
- ゴールデン・プレート（1956年 - 2001年）
- ヨーロッパ賞（1973年 - 1983年）
- フランコ・クリスタルディ賞（1992年 - 1993年）
- ルキノ・ヴィスコンティ賞（1976年 - 1995年）
- ルネ・クレール賞（1982年 - 1987年）
- 学生賞（1997年 - 2003年）
- アリタリア航空賞（1984年 - 1991年）

## 授賞式
| 回数   | 開催年月日     | 会場                                                                         | 司会者 | 放送チャンネル                       |
| ------ | -------------- | ---------------------------------------------------------------------------- | --- | ------------------------------------ |
| 第1回  | 1956年7月5日   | チネマ・フィアンマ（ローマ）                                                 | |                                      |
| 第2回  | 1957年8月3日   | ギリシア劇場（タオルミーナ）                                                 | |                                      |
| 第3回  | 1958年7月29日  | ギリシア劇場（タオルミーナ）                                                 | |                                      |
| 第4回  | 1959年7月26日  | ギリシア劇場（タオルミーナ）                                                 | |                                      |
| 第5回  | 1960年7月31日  | ギリシア劇場（タオルミーナ）                                                 | |                                      |
| 第6回  | 1961年7月30日  | ギリシア劇場（タオルミーナ）                                                 | |                                      |
| 第7回  | 1962年7月29日  | ギリシア劇場（タオルミーナ）                                                 | レナート・ラシェル（Renato Rascel）                                                                                     |                                      |
| 第8回  | 1963年7月28日  | ギリシア劇場（タオルミーナ）                                                 | | Programma Nazionale                  |
| 第9回  | 1964年7月26日  | ギリシア劇場（タオルミーナ）                                                 | レッロ・ベルサーニ（Lello Bersani） アンナ・マリア・ガンビネーリ（Anna Maria Gambineri）                                | Programma Nazionale                  |
| 第10回 | 1965年7月31日  | ギリシア劇場（タオルミーナ）                                                 | | Programma Nazionale                  |
| 第11回 | 1966年8月6日   | ギリシア劇場（タオルミーナ）                                                 | | Programma Nazionale                  |
| 第12回 | 1967年7月29日  | ギリシア劇場（タオルミーナ）                                                 | | Programma Nazionale                  |
| 第13回 | 1968年8月3日   | ギリシア劇場（タオルミーナ）                                                 | | Secondo Programma                    |
| 第14回 | 1969年8月2日   | ギリシア劇場（タオルミーナ）                                                 | | Programma Nazionale                  |
| 第15回 | 1970年8月1日   | ギリシア劇場（タオルミーナ）                                                 | |                                      |
| 第16回 | 1971年6月29日  | カラカラ浴場（ローマ）                                                       | | Programma Nazionale                  |
| 第17回 | 1972年7月22日  | ギリシア劇場（タオルミーナ）                                                 | | Programma Nazionale                  |
| 第18回 | 1973年7月21日  | ギリシア劇場（タオルミーナ）                                                 | |                                      |
| 第19回 | 1974年7月20日  | ギリシア劇場（タオルミーナ）                                                 | | Secondo Programma                    |
| 第20回 | 1975年7月19日  | ギリシア劇場（タオルミーナ）                                                 | | Secondo Programma                    |
| 第21回 | 1976年7月24日  | ギリシア劇場（タオルミーナ）                                                 | | Rete 1                               |
| 第22回 | 1977年7月23日  | ギリシア劇場（タオルミーナ）                                                 | | Rete 1                               |
| 第23回 | 1978年7月1日   | ミケランジェロ広場（フィレンツェ）                                           | |                                      |
| 第24回 | 1979年10月20日 | ローマ歌劇場（ローマ）                                                       | パオロ・グラッシ（Paolo Grassi） ジュリエッタ・マシーナ クラウディオ・G・ファーヴァ（Claudio G. Fava）                  | Rete 1                               |
| 第25回 | 1980年7月26日  | ギリシア劇場（タオルミーナ）                                                 | | Rete 2                               |
| 第26回 | 1981年9月26日  | ローマ歌劇場（ローマ）                                                       | | Rete 2                               |
| 第27回 | 1982年6月19日  | アルジェンティーナ劇場（ローマ）                                             | |                                      |
| 第28回 | 1983年7月2日   | チルコ・マッシモ（ローマ）                                                   | | Rete 2                               |
| 第29回 | 1984年6月16日  | ローマ歌劇場（ローマ）                                                       | レッロ・ベルサーニ | Rai Uno                              |
| 第30回 | 1985年5月24日  | カンピドリオ（ローマ）                                                       | |                                      |
| 第31回 | 1986年6月20日  | カンピドリオ（ローマ）                                                       | ロザンナ・ヴァウデッティ（Rosanna Vaudetti）                                                                            | Rai Uno                              |
| 第32回 | 1987年4月29日  | カンピドリオ（ローマ）                                                       | |                                      |
| 第33回 | 1988年6月3日   | ヴィッラ・マダーマ（ローマ）                                                 | ロザンナ・ヴァウデッティ ヴィルナ・リージ モニカ・ヴィッティ                                                            | Rai Uno                              |
| 第34回 | 1989年6月3日   | ヴィットリエ劇場（ローマ）                                                   | ガブリエッラ・カルルッチ（Gabriella Carlucci） エンリコ・モンテザーノ（Enrico Montesano）                               | Rai Uno                              |
| 第35回 | 1990年6月2日   | ヴィットリエ劇場（ローマ）                                                   | ガブリエッラ・カルルッチ                                                                                                | Rai Uno                              |
| 第36回 | 1991年6月2日   | チネチッタ（ローマ）                                                         | シモーナ・マルキーニ（Simona Marchini） パオロ・ヴィッラッジョ                                                          | Rai Uno                              |
| 第37回 | 1992年6月6日   | カンピドリオ（ローマ）                                                       | ロザンナ・ヴァウデッティ スーゾ・チェッキ・ダミーコ                                                                     | Rai Uno                              |
| 第38回 | 1993年6月2日   | カンピドリオ（ローマ）                                                       | ロザンナ・ヴァウデッティ マッシモ・ヴェルトミュラー（Massimo Wertmüller） エレナ・ソフィア・リッチ（Elena Sofia Ricci） | Rai Uno                              |
| 第39回 | 1994年6月18日  | カンピドリオ（ローマ）                                                       | ロザンナ・ヴァウデッティ アンドレア・オッキピンティ アントネッラ・ポンツィアーニ（Antonella Ponziani）                  | Rai Uno                              |
| 第40回 | 1995年6月3日   | カンピドリオ（ローマ）                                                       | ヴィンチェンツォ・モッリカ（Vincenzo Mollica）                                                                          | Rai Uno                              |
| 第41回 | 1996年6月8日   | エリゼオ劇場（ローマ）                                                       | アマンダ・サンドレッリ（Amanda Sandrelli） マッシミリアーノ・パーニ（Massimiliano Pani）                                | TELE+1                               |
| 第42回 | 1997年4月20日  | ヴィットリエ劇場（ローマ）                                                   | ミリー・カルルッチ（Milly Carlucci）                                                                                    | Rai Uno                              |
| 第43回 | 1998年7月5日   | ヴィットリエ劇場（ローマ）                                                   | ミリー・カルルッチ（Milly Carlucci）                                                                                    | Rai Uno                              |
| 第44回 | 1999年6月16日  | チネチッタ（ローマ）                                                         | カルロ・コンティ（Carlo Conti）                                                                                         | Rai Uno                              |
| 第45回 | 2000年4月19日  | チネチッタ（ローマ）                                                         | カルロ・コンティ（Carlo Conti）                                                                                         | Rai Uno                              |
| 第46回 | 2001年4月10日  | フォーロ・イタリコRaiオーディトリウム（ローマ）                              | ピエロ・チャンブレッティ（Piero Chiambretti）                                                                           | Rai Due                              |
| 第47回 | 2002年4月10日  | チネチッタ（ローマ）                                                         | ミリー・カルルッチ、セルジオ・カステッリット                                                                            | Rai Uno                              |
| 第48回 | 2003年4月9日   | パルコ・デッラ・ムジカ音楽堂（ローマ）                                       | ロレッラ・クッカリーニ（Lorella Cuccarini） マッシモ・ギーニ（Massimo Ghini）                                           | Rai Due                              |
| 第49回 | 2004年4月14日  | パルコ・デッラ・ムジカ音楽堂（ローマ）                                       | ピッポ・バウド（Pippo Baudo） セレーナ・アウティエーリ（Serena Autieri）                                                | Rai Uno                              |
| 第50回 | 2005年4月29日  | コンチリアツィオーネ・オーディトリウム（ローマ）                             | マイク・ブォンジョルノ（Mike Bongiorno） ルイーザ・コルナ（Luisa Corna）                                                | Rai Uno                              |
| 第51回 | 2006年4月21日  | コンチリアツィオーネ・オーディトリウム（ローマ）                             | ヴェロニカ・ピヴェッティ（Veronica Pivetti） ファビオ・ヴォーロ（Fabio Volo）                                           | RaiSat Cinema World                  |
| 第52回 | 2007年6月14日  | グラン・テアトロ（ローマ）                                                   | トゥッリオ・ソレンギ（Tullio Solenghi）                                                                                 | Rai Due                              |
| 第53回 | 2008年4月18日  | サンタ・チェチーリア音楽堂（ローマ）                                         | トゥッリオ・ソレンギ（Tullio Solenghi）                                                                                 | Rai Due                              |
| 第54回 | 2009年5月8日   | サンタ・チェチーリア音楽堂（ローマ）                                         | パオロ・コンティチーニ（Paolo Conticini）                                                                               | Rai Uno、RaiSat Cinema               |
| 第55回 | 2010年5月7日   | コンチリアツィオーネ・オーディトリウム（ローマ）                             | トゥッリオ・ソレンギ | Rai Uno、RaiSat Cinema               |
| 第56回 | 2011年5月6日   | コンチリアツィオーネ・オーディトリウム（ローマ）                             | トゥッリオ・ソレンギ | Rai 1、Rai Movie                     |
| 第57回 | 2012年5月4日   | コンチリアツィオーネ・オーディトリウム（ローマ）                             | トゥッリオ・ソレンギ | Rai 1、Rai Movie                     |
| 第58回 | 2013年6月14日  | ノメンターノDEARスタジオ（ローマ）                                           | リッロ＆グレッグ（Lillo & Greg）                                                                                        | Rai 1                                |
| 第59回 | 2014年6月10日  | ノメンターノDEARスタジオ（ローマ）                                           | パオロ・ルッフィーニ（Paolo Ruffini） アンナ・フォリエッタ（Anna Foglietta）                                            | Rai Movie （2日目の時差放送はRai 1） |
| 第60回 | 2015年6月12日  | オリンピコ劇場（ローマ）                                                     | トゥッリオ・ソレンギ | Rai Movie （2日目の時差放送はRai 1） |
| 第61回 | 2016年4月18日  | デ・パオリス・スタジオ（ローマ）                                             | アレッサンドロ・カテラン（Alessandro Cattelan）                                                                         | Sky Cinema、Sky Uno、TV8、Sky TG24   |
| 第62回 | 2017年3月27日  | デ・パオリス・スタジオ（ローマ）                                             | アレッサンドロ・カテラン（Alessandro Cattelan）                                                                         | Sky Cinema、Sky Uno、TV8、Sky TG24   |
| 第63回 | 2018年3月21日  | デ・パオリス・スタジオ（ローマ）                                             | カルロ・コンティ | Rai 1、Rai Movie                     |
| 第64回 | 2019年3月27日  | デ・パオリス・スタジオ（ローマ）                                             | カルロ・コンティ | Rai 1、Rai Movie                     |
| 第65回 | 2020年5月8日   | テウラーダ通りCPTR Raiスタジオ（ローマ）                                     | カルロ・コンティ | Rai 1、Rai Movie                     |
| 第66回 | 2021年5月11日  | ファブリツィオ・フリッツィ・テレビスタジオ（ローマ）、ローマ歌劇場（ローマ） | カルロ・コンティ | Rai 1                                |
| 第67回 | 2022年5月3日   | チネチッタ（ローマ）                                                         | カルロ・コンティ ドルシッラ・フォーエル（Drusilla Foer）                                                                | Rai 1                                |
| 第68回 | 2023年5月10日  | チネチッタ（ローマ）                                                         | カルロ・コンティ マティルデ・ジョーリ（Matilde Gioli）                                                                  | Rai 1                                |